# Ernst II xứ Sachsen-Coburg và Gotha
Ernst II xứ Sachsen-Coburg và Gotha (tiếng Đức: Ernst II. von Sachsen-Coburg und Gotha; tiếng Tây Ban Nha: Ernesto II of Sajona-Coburgo y Gotha; tiếng Anh: Ernest II of Saxe-Coburg and Gotha; tên đầy đủ: Ernst August Karl Johann Leopold Alexander Eduard; 21 tháng 6 năm 1818 – 22 tháng 8 năm 1893) là Công tước xứ Sachsen-Coburg và Gotha, tại vị từ ngày 29 tháng 1 năm 1844 cho đến khi qua đời vào năm 1893. Ông sinh ra tại Coburg, cha của ông là Ernst III xứ Sachsen-Coburg-Saalfeld và Luise Pauline xứ Sachsen-Gotha-Altenburg. Cha ông trở thành Công tước xứ Sachsen-Coburg và Gotha với trị hiệu là Ernst I vào năm 1826 thông qua một cuộc trao đổi lãnh thổ với các họ hàng thuộc nhánh Ernst, từ đó khai sinh ra Công quốc Sachsen-Coburg và Gotha và Vương tộc Sachsen-Coburg và Gotha.
Năm 1842, Ernst kết hôn với Alexandrine xứ Baden và hai người không có con cái. Hai năm sau, ông trở thành Công tước xứ Sachsen-Coburg và Gotha khi cha qua đời. Ernst ủng hộ Bang liên Đức trong Chiến tranh Schleswig-Holstein chống lại Vương quốc Đan Mạch, ông đã gửi hàng nghìn quân đến chiến trường và bản thân ông cũng trở thành chỉ huy của một quân đoàn Đức; ông là người có công trong chiến thắng năm 1849 tại trận Eckernförde chống lại lực lượng Đan Mạch. Sau khi Othon I của Hy Lạp bị phế truất vào năm 1862, chính phủ Anh đã đưa Ernst II lên làm người kế nhiệm tiềm năng. Các cuộc đàm phán về vấn đề này đã thất bại vì nhiều lý do, trong đó lý do quan trọng nhất chính là Ernst II không chấp nhận từ bỏ công quốc và thần dân yêu quý của mình để trở thành vua Hy Lạp.
Là người ủng hộ một nước Đức thống nhất, Ernst đã theo dõi các phong trào chính trị khác nhau với sự quan tâm lớn. Mặc dù ban đầu ông là người ủng hộ chủ nghĩa tự do Đức vĩ đại và thẳng thắn, nhưng ông đã khiến nhiều người ngạc nhiên khi chuyển sang phe khác và ủng hộ những người Phổ bảo thủ hơn (và cuối cùng giành chiến thắng) trong Chiến tranh Áo-Phổ và Chiến tranh Pháp-Phổ và sau đó là sự thống nhất nước Đức. Tuy nhiên, sự ủng hộ của ông đối với những người bảo thủ đã phải trả giá, và ông không còn được coi là nhà lãnh đạo tiềm năng của một phong trào chính trị nữa. Theo nhà sử học Charlotte Zeepvat, Công tước Ernst II đã trở nên "ngày càng lạc lõng trong vòng xoáy của những thú vui riêng tư chỉ nhận được sự khinh miệt từ bên ngoài".
Ernst là anh trai của Albrecht xứ Sachsen-Coburg và Gotha (chồng của Victoria của Anh), cả hai sinh cách nhau chỉ 14 tháng và được nuôi dưỡng như anh em sinh đôi. Họ trở nên gần gũi hơn sau khi cha mẹ ly thân và ly hôn cũng như sau cái chết của mẹ. Mối quan hệ của họ trải qua những giai đoạn gần gũi cũng như những cuộc cãi vã nhỏ khi họ lớn lên. Sau cái chết của Albrecht vào năm 1861, Ernst đã xuất bản những tập sách ẩn danh chống lại nhiều thành viên của Vương thất Anh. Tuy nhiên, ông đã chấp nhận con trai thứ hai của Albrecht và Victoria là Vương tử Alfred, Công tước xứ Edinburgh, làm người thừa kế hợp pháp của mình. Sau cái chết của Công tước Ernst II tại Reinhardsbrunn, Alfred đã kế vị trở thành Công tước đời thứ 3 xứ Sachsen‑Coburg và Gotha.

## Cuộc sống đầu đời

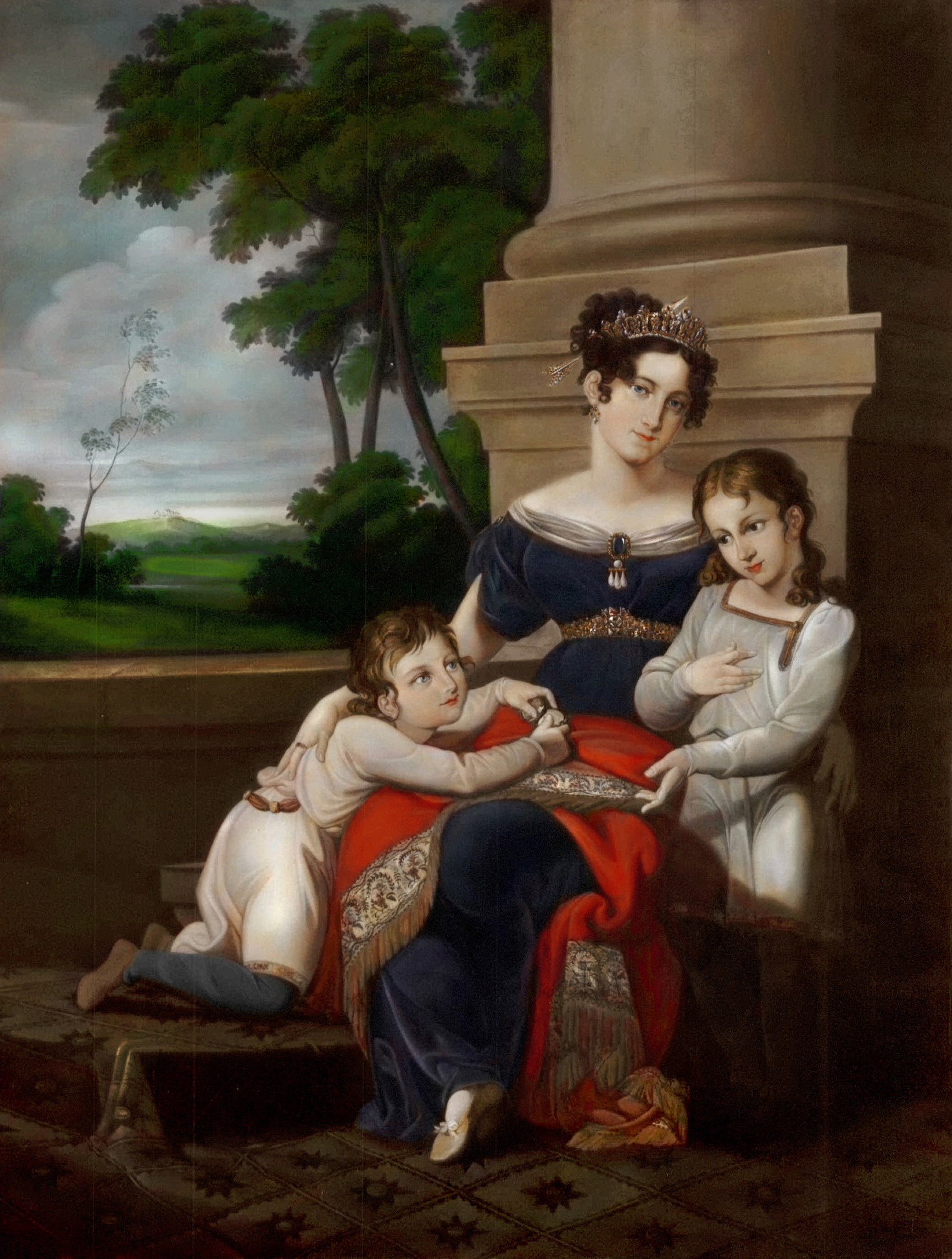
Ernst (phải) với em trai Albrecht và mẹ Luise Pauline xứ Sachsen-Gotha-Altenburg, ngay trước khi bà bị trục xuất khỏi triều đình

Ernst xứ Sachsen-Coburg-Saalfeld, sinh ra tại Cung điện Ehrenburg ở Coburg vào ngày 21 tháng 6 năm 1818. Ông là con trai cả của Ernst III xứ Sachsen-Coburg-Saalfeld (sau này là Ernst I xứ Sachsen-Coburg và Gotha) và người vợ đầu tiên là Luise Pauline xứ Sachsen-Gotha-Altenburg. Ông sớm có thêm một người em trai là Công tử Albrecht, sau này trở thành chồng của Victoria của Anh. Mặc dù Công tước Ernst I có nhiều con trong các mối quan hệ ngoài hôn nhân, nhưng ông chỉ có 2 người con hợp pháp là Ernst và Albrecht. Năm 1826, cha của họ ông lấy trị hiệu Ernst I xứ Sachsen-Coburg và Gotha thông qua việc trao đổi lãnh thổ sau cái chết của người chú của công tước là Friedrich IV xứ Sachsen-Gotha-Altenburg.
Có nhiều tài liệu khác nhau nói về thời thơ ấu của Ernst. Khi Ernst được 14 tháng tuổi, một người hầu đã nhận xét rằng Ernst "chạy loanh quanh như một con chồn. Cậu bé đang mọc răng và cáu kỉnh như một con lửng nhỏ vì thiếu kiên nhẫn và hoạt bát. Giờ cậu ta không đẹp, ngoại trừ đôi mắt đen tuyệt đẹp". Vào tháng 5 năm 1820, mẹ của Ernst mô tả cậu là "rất lớn so với tuổi, cũng như thông minh. Đôi mắt đen to của nó tràn đầy tinh thần và sự hoạt bát". Nhà viết tiểu sử Richard Hough viết rằng "ngay từ khi còn nhỏ, rõ ràng là đứa con trai cả giống cha mình, về tính cách và ngoại hình, trong khi Albrecht rất giống mẹ ở hầu hết mọi khía cạnh". Ernst và em trai thường sống với bà nội của họ là Thái Công tước phu nhân xứ Sachsen-Coburg-Saalfeld cho đến khi bà qua đời vào năm 1831.
Ông và Albrecht được nuôi dưỡng và giáo dục cùng nhau như thể họ là anh em sinh đôi. Mặc dù Albrecht kém Ernest 14 tháng tuổi, nhưng về mặt trí tuệ, ông đã vượt trội hơn Ernst. Theo gia sư của họ, "hai anh em luôn song hành trong mọi việc, dù là trong công việc hay vui chơi. Cùng tham gia vào những hoạt động chung, cùng chia sẻ niềm vui và nỗi buồn, họ gắn kết với nhau không có tình cảm chung nào về tình yêu đôi bên". Có lẽ những "nỗi buồn" nói trên liên quan đến cuộc hôn nhân của cha mẹ họ; cuộc hôn nhân không hạnh phúc và Công tước Ernst I liên tục không chung thủy. Năm 1824, Ernst I và Louise ly hôn; sau đó bà rời Coburg và không được phép gặp lại các con trai của mình. Bà sớm tái hôn với Alexander von Hanstein, Bá tước xứ Pölzig và Beiersdorf, qua đời năm 1831 ở tuổi 30. Một năm sau khi bà mất, cha của họ kết hôn với người cháu gái là Marie xứ Württemberg, con gái của chị gái ông là Antoinette xứ Sachsen-Coburg-Saalfeld. Do đó, Marie là chị họ cũng như là mẹ kế của hai anh em. Cặp đôi không thân thiết và không có con; trong khi các cậu bé hình thành mối quan hệ hạnh phúc với mẹ kế của mình, Marie hầu như không can thiệp vào cuộc sống của các con riêng của mình. Việc cha mẹ ly thân và ly hôn, cũng như cái chết sau này của mẹ, đã khiến các cậu bé bị tổn thương và trở nên thân thiết với nhau.

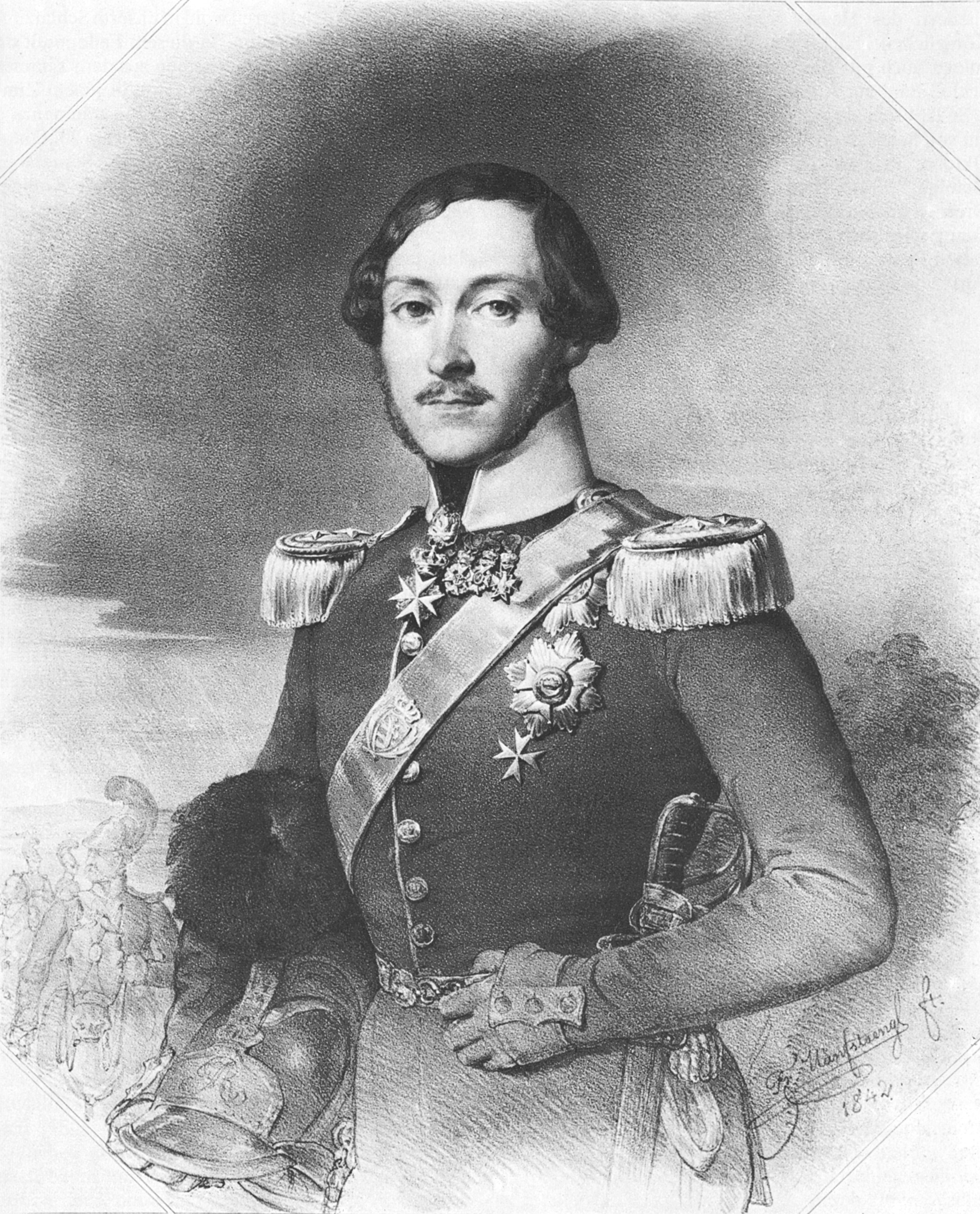
Một bản in thạch bản của Ernst, 1842

Năm 1836, Ernst và Albrecht đến thăm người em họ là Vương tôn nữ Alexandrina Victoria xứ Kent, và ở lại Lâu đài Windsor vài tuần. Cả hai chàng trai, đặc biệt là Albrecht, đều được gia đình Công tước xứ Kent coi là một người chồng tiềm năng cho Vương tôn nữ trẻ, và cả hai đều được dạy nói tiếng Anh thành thạo. Lúc đầu, cha của họ nghĩ rằng Ernst sẽ là một người chồng tốt hơn cho Victoria so với Albrecht, có thể là vì sở thích thể thao của anh sẽ được công chúng Anh đón nhận tốt hơn. Tuy nhiên, hầu hết những người khác đều thích Albrecht hơn Ernst. Về tính cách, Victoria giống Ernst hơn nhiều, vì cả hai đều hoạt bát và hòa đồng, thích khiêu vũ, buôn chuyện và thức khuya; ngược lại, nhịp sống nhanh này khiến Albrecht bị ốm.  Victoria tin rằng Ernst có "biểu cảm tử tế, trung thực và thông minh nhất trên khuôn mặt", trong khi Albrecht "có vẻ rất tốt bụng và ngọt ngào, rất thông minh". Tuy nhiên, không có lời cầu hôn nào đến từ cả hai anh em, và họ trở về nhà.
Ernst tham gia khóa huấn luyện quân sự vào cuối năm đó. Vào tháng 4 năm 1837, Ernst và Albrecht cùng gia đình chuyển đến Đại học Bonn. Sáu tuần sau khi học kỳ kết thúc, Victoria lên ngôi Nữ vương Vương quốc Liên hiệp Anh. Khi tin đồn về cuộc hôn nhân sắp xảy ra giữa bà và Albrecht làm ảnh hưởng đến việc học của họ, hai anh em đã rời đi vào ngày 28 tháng 8 năm 1837, khi học kỳ kết thúc để đi du lịch vòng quanh châu Âu. Họ trở lại Bonn vào đầu tháng 11 để tiếp tục việc học. Hai anh em lại đi du lịch Anh vào năm 1839, khi đó Victoria thấy anh họ Albrecht dễ chịu và sớm cầu hôn. Mối quan hệ này sẽ có nhiều ý nghĩa đối với Ernst trong tương lai; ví dụ, ông được chọn làm cha đỡ đầu cho con gái thứ hai của Albrecht là Vương nữ Alice, và ông cũng là người nắm tay cháu gái trong lễ thành hôn của Alice thay cho Albrecht, vì Albrecht đã qua đời vài tháng trước đó.
Nhờ có mối quan hệ rộng rãi với hoàng tộc vương thất châu ÂU, ông đã đi du lịch khắp nơi trong giai đoạn này của cuộc đời mình. Vào năm 1840 và 1841, ông đã đến Tây Ban Nha và Bồ Đào Nha; ở Bồ Đào Nha, một người anh em họ khác là Công tôn Ferdinand, chồng của Nữ vương Maria II đã tiếp đón ông long trọng.

## Hôn nhân

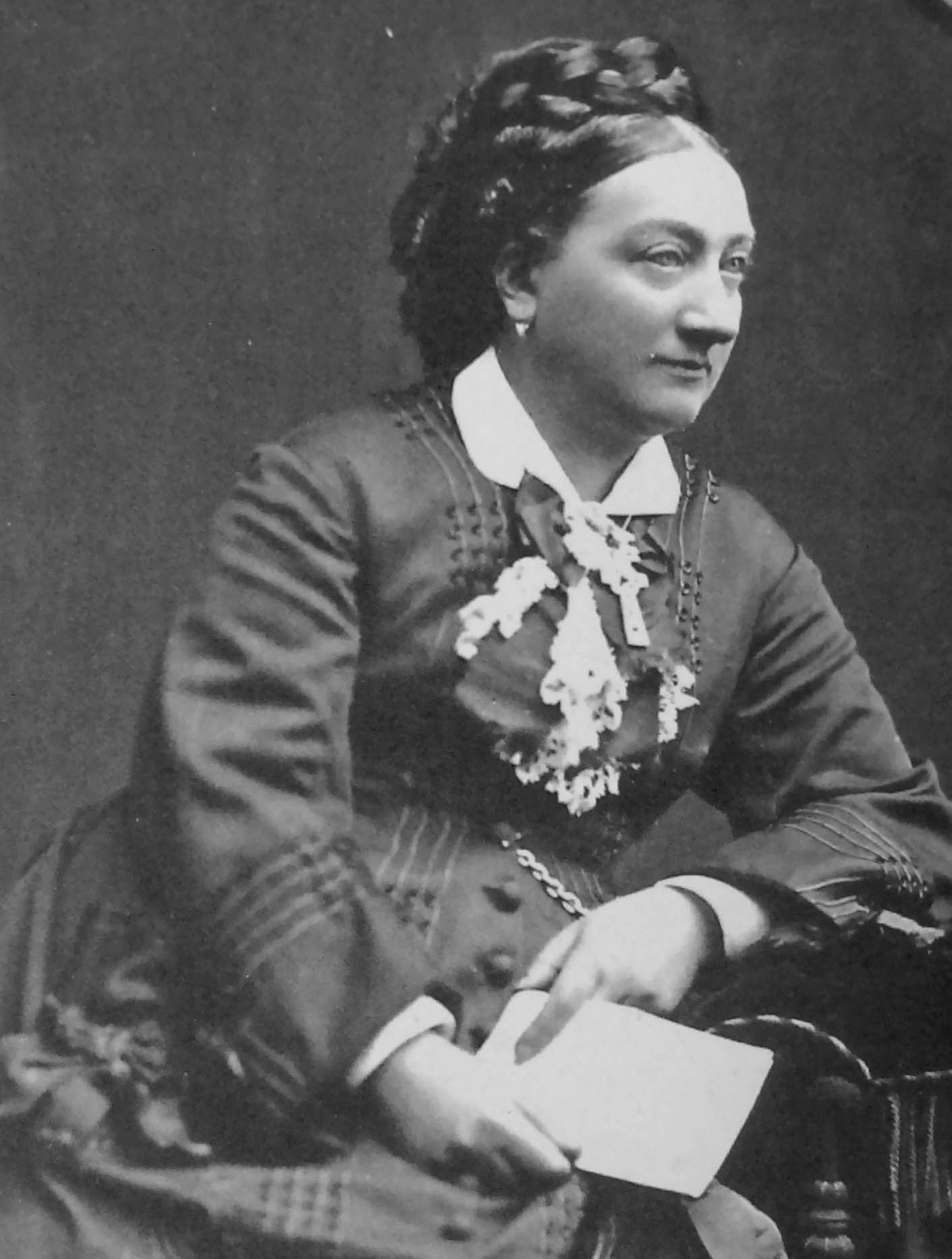
Alexandrine xứ Baden, vợ của Ernst II xứ Sachsen-Coburg và Gotha. Bà vẫn hết lòng hết dạ với Ernst trong suốt cuộc hôn nhân của họ, và tin rằng việc họ không có con là lỗi của bà.

Nhiều ứng cử viên hoàng gia được giới thiệu để trở thành vợ của Ernst. Cha ông muốn ông tìm một người phụ nữ có địa vị cao, chẳng hạn như một Nữ đại thân vương Nga để làm vợ. Một ứng viên tiềm năng là Clémentine của Orléans, con gái của Louis-Philippe I của Pháp, người mà ông gặp khi đến thăm triều đình Pháp tại Cung điện Tuileries. Tuy nhiên, một cuộc hôn nhân như vậy sẽ đòi hỏi ông phải cải đạo từ Tin Lành sang Công giáo La Mã, vì thế mà cuộc hôn nhân không thành. Sau đó, bà kết hôn với em họ của ông là August xứ Sachsen-Coburg và Gotha. Ernst cũng được Thái hậu Maria Cristina coi là chồng tiềm năng cho cô con gái nhỏ là Isabel II của Tây Ban Nha, và được Victoria của Anh giới thiệu người em họ là Augusta xứ Cambridge.
Tại Karlsruhe vào ngày 3 tháng 5 năm 1842, Ernst kết hôn với Đại công nữ Alexandrine xứ Baden, 21 tuổi. Bà là con gái cả của Leopold, Đại công tước xứ Baden, và Sofia Wilhelmina của Thụy Điển, con gái của Vua bị phế truất Gustav IV Adolf của Thụy Điển. Mặc dù ông đã đồng ý, cha ông vẫn thất vọng vì người con trai đầu lòng của ông không làm nhiều hơn để thúc đẩy các mối quan tâm của triều đình Coburg. Cuộc hôn nhân không có hậu duệ, mặc dù Ernst dường như đã có ít nhất ba đứa con ngoài giá thú trong những năm sau đó.
Ernst đã mắc một căn bệnh qua đường tình dục khi còn ở độ tuổi đôi mươi, rất có thể là hậu quả của lối sống hoang dã, phóng túng. Ông đã cư xử theo cách như vậy dưới sự dạy dỗ của cha mình, người đã đưa các con trai của mình đi "thưởng thức những thú vui" của Paris và Berlin, khiến Albrecht "kinh hoàng và xấu hổ". Ernst đã suy sụp rõ rệt về ngoại hình đến mức Sarah Lyttelton, một nữ quan của Nữ vương Victoria, đã nhận xét tại Lâu đài Windsor vào năm 1839 rằng ông "rất gầy, má hóp và xanh xao, không giống em trai mình, cũng không đẹp lắm. Nhưng ông có đôi mắt đen đẹp và mái tóc đen, vóc dáng nhẹ nhàng, và vẻ ngoài rất tinh thần và háo hức". Cuối năm đó, Albrecht khuyên anh trai mình không nên tìm vợ cho đến khi "tình trạng" của ông hoàn toàn bình phục. Ông còn cảnh báo thêm rằng việc tiếp tục quan hệ tình dục bừa bãi có thể khiến Ernst mất khả năng sinh con. Một số nhà sử học tin rằng mặc dù bản thân ông vẫn có thể sinh con, nhưng căn bệnh này đã khiến người vợ trẻ của ông trở nên vô sinh. Ernst đã kết hôn trong 51 năm và cùng vợ đến thăm Nữ vương Victoria ở Paris vào năm 1890.

## Trị vì
Vào ngày 29 tháng 1 năm 1844, cha của Ernst qua đời tại Gotha, một trong những vùng lãnh thổ mà gia đình họ mới mua lại. Do đó, Ernst kế thừa Công quốc Sachsen-Coburg và Gotha với trị hiệu là Ernst II.

### Phát triển hiến pháp
Ernet đã gặp nhiều rắc rối về tiền bạc trong suốt thời gian trị vì của mình. Vào tháng 1 năm 1848, Ernst đã đến thăm em trai mình trong bối cảnh bất ổn chính trị ở Đức. Khi trở về, ông cũng phát hiện ra tình hình bất ổn ở Coburg. Một trong nhiều mối quan tâm liên quan đến tài chính. Mặc dù Ernst có một khoản thừa kế lớn, nhưng ông cũng thường xuyên mắc nợ. Ngày càng có nhiều lời kêu gọi quốc hữu hóa hầu hết tài sản của ông. Thật vậy, Albrecht đã phải can thiệp vào một thời điểm và tránh cho anh trai mình khỏi sự bối rối khi mất một trong những tài sản ở Coburg.
Trong thời kỳ hỗn loạn năm 1848 ở Đức, Albrecht đã xây dựng kế hoạch cải cách tự do của riêng mình, theo đó một quốc vương, thủ tướng và quốc hội duy nhất sẽ điều hành thống nhất các nhà nước Đức; ngoài ra, mỗi nhà nước sẽ duy trì triều đại cầm quyền hiện tại của riêng mình. Vì kế hoạch này liên quan đến anh trai mình, Ernst đã được trao một bản sao với hy vọng rằng ông sẽ phát triển hiến pháp tự do của riêng mình. Sau đó, Ernst đã đưa ra một vài nhượng bộ, nhưng vị thế của ông vẫn vững chắc, không tính đến vấn đề nợ nần ngày càng gia tăng của mình. Một bản hiến pháp đã được soạn thảo và ban hành vào năm 1849 tại Gotha, mặc dù một bản hiến pháp khác đã tồn tại ở Coburg từ năm 1821. Vào năm 1852, cả hai bản hiến pháp đã được hợp nhất thành một, chuyển đổi sự hợp nhất cá nhân của hai công quốc thành một sự hợp nhất thực sự; các công quốc giờ đây không thể tách rời, với một tập hợp các thể chế chung. Trong thời kỳ hỗn loạn chính trị, những nhượng bộ kịp thời và thói quen hòa nhập với "người dân trong thú vui của họ" của Ernst đã đóng vai trò quan trọng trong việc giúp ông không mất ngai vàng. Hơn nữa, nhiều nguồn tin đương thời cho rằng Ernst là một nhà cai trị có năng lực, công bằng và rất được lòng dân, điều này cũng có thể giúp ông giữ được quyền lực.

### Chiến tranh Schleswig-Holstein

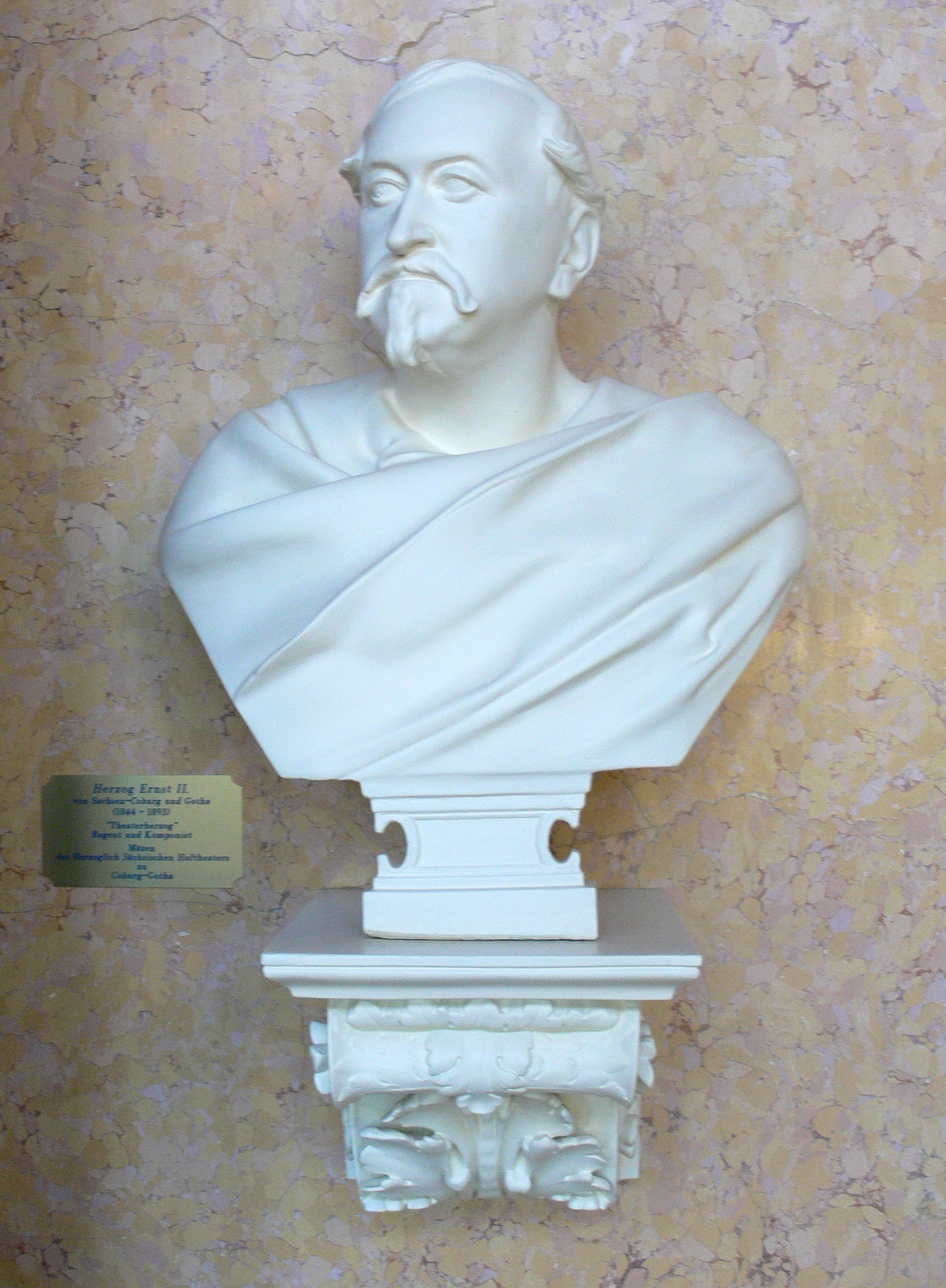
Tượng bán thân của Ernst tại Nhà hát Landestheater ở Coburg. Ernst là người đam mê âm nhạc và kịch suốt cuộc đời, và là người có sức ảnh hưởng nghệ thuật đằng sau nhiều vở kịch nổi tiếng ở Đức.

Từ năm 1848 đến năm 1864, Đan Mạch và Bang liên Đức đã xảy ra xung đột để giành quyền kiểm soát hai công quốc Schleswig và Holstein. Theo lịch sử, các công quốc đã do các quốc vương Đan Mạch cai trị kể từ thời trung cổ, nhưng vẫn còn một lượng lớn người Đức chiếm đa số dân cư. Họ này đã nổi loạn sau khi Frederik VII của Đan Mạch tuyên bố vào ngày 27 tháng 3 năm 1848 rằng các công quốc sẽ trở thành một phần không thể tách rời của Đan Mạch theo hiến pháp tự do mới của ông. Vương quốc Phổ sớm tham gia xung đột, ủng hộ cuộc nổi loạn và bắt đầu Chiến tranh Schleswig lần thứ nhất. Công tước Ernst II đã cử 8.000 quân đến chiến trường, bổ sung vào quân đội do Bang liên Đức cử đến. Ông cũng mong muốn được giao một công việc quân sự trong chiến tranh, nhưng đã bị từ chối, vì theo hồi ký của ông: "cực kỳ khó để cung cấp cho tôi một vị trí trong quân đội Schleswig-Holstein tương ứng với cấp bậc của tôi". Ông đã đồng ý với một vị trí nhỏ hơn, để lãnh đạo một đội quân Thuringian; ông đã viết thế này trong một lá thư gửi cho em trai mình: "Tôi đáng lẽ đã từ chối bất kỳ vị trí nào khác tương tự, nhưng tôi không thể từ chối vị trí này, vì trong điều kiện hiện tại của Nhà nước chúng ta, điều quan trọng là phải giữ quyền hành pháp trong tay chúng ta". Là chỉ huy của một quân đoàn Đức, Công tước Ernst đã góp phần quan trọng vào chiến thắng trong trận Eckernförde ngày 5 tháng 4 năm 1849, trước lực lượng Đan Mạch, chiếm được hai khinh hạm. Cũng vào thời điểm này, Ernst quan tâm đến Nghị viện Frankfurt và có thể đã hy vọng được bầu làm Hoàng đế Đức, nhưng thay vào đó, ông đã thúc giục Vua Friedrich Wilhelm IV của Phổ đảm nhận vị trí đó, mặc dù không thành công. Ernst cũng đã tổ chức một hội nghị Berlin cùng các Thân vương Đức vào năm 1850; ông đánh giá cao những cơ hội như vậy vì ảnh hưởng chính trị mà chúng mang lại cho ông.

### Mối quan hệ với Victoria và Albrecht
Cuộc chiến tranh đầu tiên kết thúc vào năm 1851, nhưng sẽ tiếp tục vào năm 1864. Trong thời gian này, Ernst phản đối kịch liệt cuộc hôn nhân của cháu trai mình là Albert Edward, Thân vương xứ Wales ('Bertie'), với Vương nữ Alexandra của Đan Mạch, con gái của Vua Christian IX tương lai của Đan Mạch (và do đó là kẻ thù của các nhà nước nói tiếng Đức). Ông tin rằng một cuộc hôn nhân như vậy là đi ngược lại lợi ích của Đức. Albrecht trả lời một cách giận dữ: "Điều đó liên quan gì đến anh?... Vicky đã vắt óc để giúp chúng ta tìm một người, nhưng vô ích... Chúng ta không có lựa chọn [hợp lý] nào khác". Albrecht đồng ý rằng sẽ có vấn đề với cuộc hôn nhân này, nhưng vì ông không thể tìm được cô dâu thay thế, ông đã viết thư cho Ernst rằng việc giữ mối quan hệ này là vấn đề riêng tư (và nằm ngoài phạm vi của chính phủ) là "cách duy nhất để ngăn chặn sự rạn nứt với Phổ và là cách duy nhất để giữ trò chơi trong tay chúng ta, áp đặt các điều kiện mà chúng ta cho là cần thiết và trong khả năng của chúng ta, loại bỏ lợi thế chính trị của nó". Albrecht cũng cảnh báo con trai mình về những nỗ lực can thiệp vào cuộc hôn nhân của Ernst, bình luận rằng, "Bác của con... sẽ thử sức với công việc này. Cách phòng thủ tốt nhất của con là không nên đề cập đến vấn đề này, nếu bác ấy đề cập đến".
Ngay sau khi viết những lá thư này, Vương tế Albrecht qua đời vào ngày 14 tháng 12 năm 1861. Cái chết của ông đã giúp Ernst hàn gắn mối quan hệ với em dâu, vì Nữ vương Victoria ngày càng tức giận vì Ernst phản đối cuộc hôn nhân của con trai bà với vương nữ Đan Mạch. Hai anh em luôn thân thiết, bất kể bất đồng quan điểm của họ là gì, và cái chết của Albrecht khiến Ernst "khốn khổ", Victoria lưu ý trong một lá thư gửi cho con gái lớn của bà. Tuy nhiên, cái chết không giải quyết được cuộc tranh cãi của họ; thấy rằng sự tham gia trực tiếp của mình đã không thuyết phục được Victoria, Ernst đã thử một chiến thuật mới. Ông bắt đầu tung tin đồn về Alexandra và gia đình bà, nói rằng mẹ của bà là Luise của Hessen-Kassel "có con ngoài giá thú và Alexandra đã tán tỉnh các sĩ quan trẻ"; ông cũng viết thư cho chính Louise, cảnh báo rằng Bertie sẽ là một lựa chọn không may cho một người chồng. Ngoài ra, Ernst đã gặp cháu trai của mình tại Thebes, Hy Lạp, rất có thể là cố gắng ngăn cản anh ta kết hôn trực tiếp. Trong một lá thư ngày 11 tháng 4, Victoria không vui khi lưu ý với cô con gái lớn của mình, "Con không nói với mẹ rằng Bertie đã gặp bác Ernst tại Thebes... Mẹ luôn lo lắng khi nghĩ đến việc bác Ernst và Bertie ở bên nhau vì mẹ biết bác Ernst sẽ làm mọi cách để ngăn cản Bertie kết hôn với Vương nữ Alix". Mặc dù Ernst không chấp thuận, Bertie vẫn kết hôn với Alexandra vào ngày 10 tháng 3 năm 1863.
Mối quan hệ thân thiết của ông với triều đình Anh đã mang lại cho ông một vị trí có ảnh hưởng lớn, và cuộc hôn nhân của cháu gái ông, Vương nữ Victoria, với Vương tử Friedrich Wilhelm đã củng cố thêm mối quan hệ của ông với Phổ, và vào năm 1862, ông đã đề nghị cung cấp quân đội của mình cho Vua Phổ trong trường hợp chiến tranh. Nhưng chủ nghĩa tự do của ông đã khiến Đức ngày càng nghi ngờ về ảnh hưởng của Coburg. Những người bảo thủ Phổ sẽ sớm quay lưng lại với ông, và đặc biệt là ông bị Thủ tướng Phổ Otto von Bismarck phản đối.
Trong Nội chiến Hoa Kỳ, Công tước đã chỉ định Ernst Raven vào vị trí lãnh sự tại tiểu bang Texas. Vào ngày 30 tháng 7 năm 1861, Raven đã nộp đơn lên Chính phủ Liên minh miền Nam Hoa Kỳ để xin giấy phép ngoại giao và đã được chấp nhận.

### Đề cử làm vua Hy Lạp

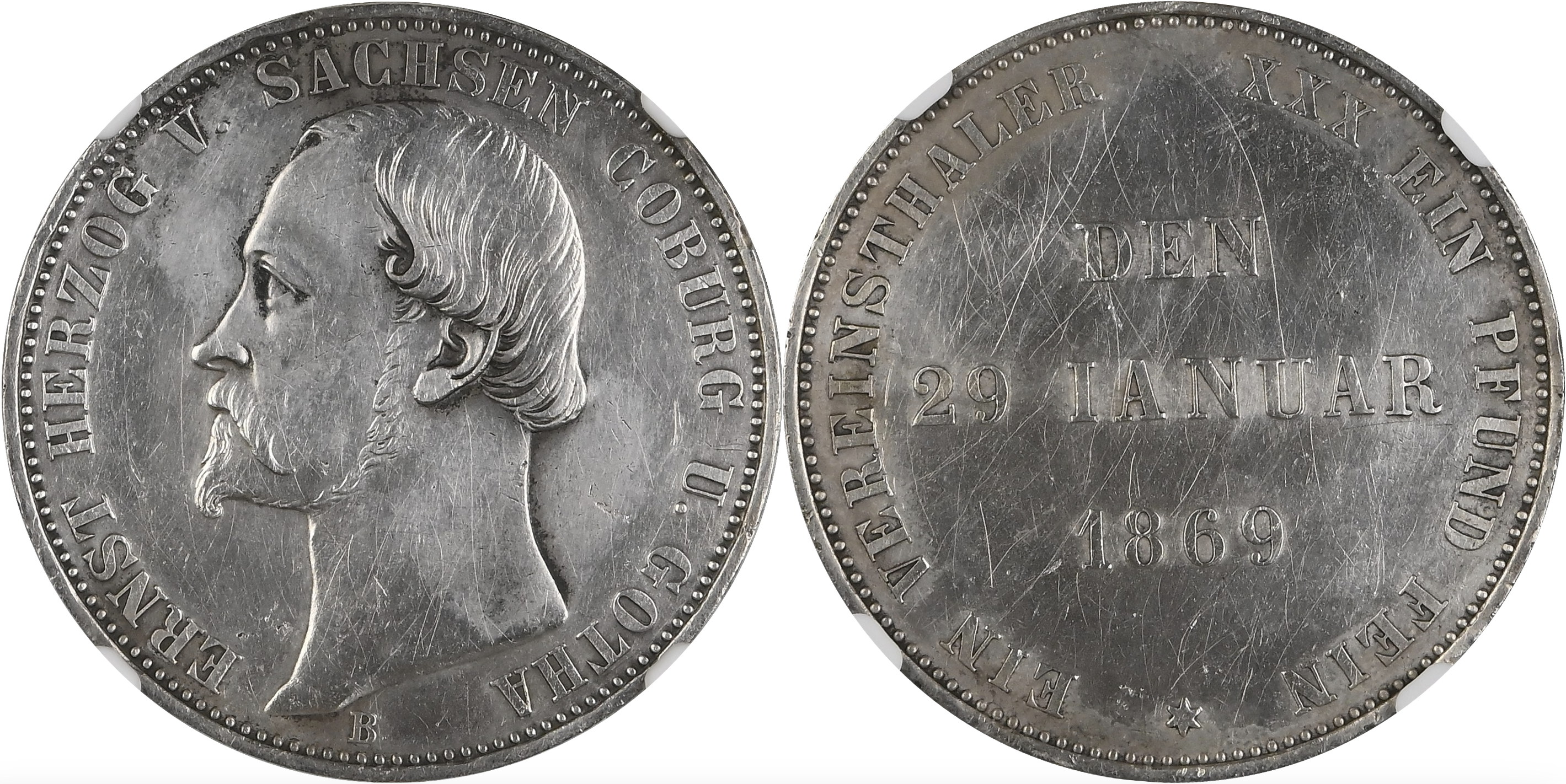
Xu bạc: 1 Vereinsthaler Kỷ niệm 25 năm trị vì của Công tước Ernst, đúc năm 1869

Vào ngày 23 tháng 10 năm 1862, Otto xứ Bayern, người được bầu làm Vua Hy Lạp từ năm 1832, đã bị phế truất trong một cuộc đảo chính không đổ máu. Người Hy Lạp hy vọng sẽ có một người thân cận với Đế chế Anh và Nữ vương Victoria thay thế Otto; một số người muốn để Vương tử Alfred, Công tước xứ Edinburgh (con trai thứ hai của Nữ vương Victoria) kế vị làm Vua Hy Lạp. Vương tử Alfred đã được bầu với 95% số phiếu trong cuộc trưng cầu dân ý về nguyên thủ quốc gia Hy Lạp năm 1862. Tuy nhiên, sau thông báo Vương tử Alfred không đủ tư cách tiếp nhận ngai vàng Hy Lạp được xác nhận, người Hy Lạp bắt đầu tìm kiếm những ứng cử viên khả thi khác, bao gồm Công tước Ernst xứ Sachsen-Coburg và Gotha theo đề xuất của chính phủ Anh. Theo lý lẽ của họ và Nữ vương Victoria, nếu Công tước Ernst lên ngôi vua Hy Lạp, Vương tử Alfred có thể ngay lập tức tiếp quản quyền thừa kế Công quốc Sachsen-Coburg và Gotha của Ernst (anh trai của Alfred là Edward, Thân vương xứ Wales đã chuyển giao quyền thừa kế của mình đối với công quốc Sachsen-Coburg và Gotha cho em trai). Nhiều người ủng hộ việc đề cử ông, bao gồm cả Thủ tướng Anh là Tử tước Palmerston cũng như em dâu của Ernst là Nữ vương Victoria. Trong một lá thư viết cho chú của mình là Vua Léopold I của Bỉ, Nữ vương Victoria đã nêu rõ sự ủng hộ của bà đối với một nhánh hoàng gia mới của Nhà Sachsen-Coburg và Gotha (vì Leopold đã được chọn làm Vua của Vương quốc Bỉ vào năm 1831), cũng như mong muốn của bà đối với người con trai thứ hai của mình, Alfred, để kế vị người bác Ernst của mình cai trị công quốc. Tuy nhiên, khi các cuộc đàm phán tiếp tục, Nữ vương bắt đầu mất đi sự nhiệt tình với ý tưởng này.
Có những vấn đề đối với việc đề cử; Công tước Ernst không có con hợp pháp, và do đó sẽ phải nhận nuôi một trong những vương tử của gia tộc mình để kế vị ông làm Vua của Hy Lạp sau khi ông qua đời. Để giải quyết vấn đề này, Ernst đã đề xuất với Lãnh chúa xứ Palmerston rằng ông chỉ cần tiếp nhận tước hiệu Nhiếp chính của Hy Lạp và nắm giữ vương quốc để ủy thác cho người thừa kế được ông chọn. Ông cũng quy định rằng nếu ông chấp nhận ngai vàng, nó phải tuân theo một số bảo đảm nhất định của các cường quốc khác. Tuy nhiên, sự phá vỡ thỏa thuận rõ ràng là Ernst muốn đạt được quyền lợi kép, ông vừa muốn giành được ngai vàng của Hy Lạp và vừa duy trì quyền kiểm soát các công quốc của mình ở Đức.  Cuối cùng, nội các Anh cho rằng các điều kiện được đề xuất là không thể chấp nhận được. Các khuyến nghị của ông đã bị từ chối, Công tước Ernst cũng từ chối yêu cầu của Anh. Năm 1863, ngai vàng Hy Lạp đã được một thành viên khác của gia đình hoàng gia chấp nhận: em trai của Alexandra, Nữ thân vương xứ Wales là Vương tử William của Đan Mạch, ông này lên ngôi lấy vương hiệu Georgios I, mở đầu cho triều đại Glücksburg trị vì Hy Lạp trong 110 năm. Công tước Ernst sau đó đã bình luận, "Việc tôi không có chiếc cup này, tôi luôn coi đó là một phần may mắn".

### Chiến tranh Áo-Phổ và Pháp-Phổ
Ernst, giống như em trai mình, ủng hộ một nhà nước Đức thống nhất dưới hình thức liên bang. Để đạt được mục tiêu này, Ernst thích dấn thân vào bất kỳ hệ thống chính trị nào hứa hẹn một nhà nước Đức liên bang sẽ hình thành. Sau đó, ông theo dõi sự phát triển của chủ nghĩa tự do ở Đức với sự quan tâm lớn và cố gắng xây dựng mối quan hệ với các nhà lãnh đạo của phong trào. Trong suốt cuộc đời của Albrecht và Ernst, họ rất quan tâm đến phong trào cải cách và được coi là một người tiến bộ trong nước Đức. Quan điểm ủng hộ chủ nghĩa tự do của ông đã khiến công quốc của ông trở thành nơi tị nạn cho những người tị nạn chính trị từ các Nhà nước Đức khác. Năm 1863, ông tham dự Hội nghị Frankfurt tự do, sự kiện đã bị Vương quốc Phổ bảo thủ hơn công khai tránh né. Mặc dù sự tham dự của ông không khiến ông có bạn bè ở Phổ, nhưng ông đã phát triển các mối quan hệ chặt chẽ với Đế quốc Áo, đến mức nhiều người coi ông là một nhà lãnh đạo tiềm năng trong cuộc xung đột ngày càng gia tăng giữa các cường quốc phía Bắc và phía Nam. Tuy nhiên, ông đã chán lời khuyên mà ông nhận được từ em trai Albrecht về vấn đề này; vì Ernst "hoàn toàn không có ý định chấp thuận một quy tắc mạnh mẽ như tôi đã áp dụng ngay sau đó để hoàn thiện hệ thống hiến pháp", theo các lá thư của Albrecht.
Chiến tranh Áo-Phổ năm 1866 nổ ra do mong muốn thống nhất của các nhà có lãnh đạo bảo thủ ở Đức, mặc dù theo các điều khoản khác với các đối tác tự do của họ. Ernst thúc giục các nhà lãnh đạo Phổ phản đối cuộc chiến sắp xảy ra và là người ủng hộ tích cực cho sự nghiệp của Đế chế Áo. Mặc dù Ernst thường theo đuổi chính trị tự do hơn nhiều đối tác của mình, nhưng ông bắt đầu thay đổi quan điểm của mình để liên kết chặt chẽ hơn với Thủ tướng Bismarck của Phổ vào giữa những năm 1860. Bất chấp sự thay đổi này trong quan điểm chính trị riêng tư của mình, ông vẫn có mối quan hệ công khai ủng hộ mạnh mẽ đối với Áo, nơi anh họ của ông là Alexander, Bá tước xứ Mensdorff, là Bộ trưởng Ngoại giao, và không ai lường trước được rằng Ernst sẽ ngay lập tức đứng về phía người Phổ được trang bị tốt hơn khi chiến tranh nổ ra. Lý luận của ông thường được hiểu là ông sẽ hành động vì lợi ích tốt nhất dành cho các công quốc của mình và theo nghĩa mở rộng, vì lợi ích của chính ông. Một số ảnh hưởng đến từ Bismarck, người đã giải thích chính sách và chiến thuật của mình trong một lá thư gửi cho Ernst.. Bất chấp điều đó, nó được coi là sự phản bội những người bạn cũ; Nữ vương Victoria đã bình luận rằng Ernst "có thể đã đồng ý trung lập—vì điều đó có thể là cần thiết, nhưng tôi không nghĩ là đúng khi thay đổi màu sắc".
Ernst đã may mắn khi ủng hộ nước Phổ chiến thắng; vì những đóng góp của mình, ông đã nhận được khu rừng Schmalkalden (diện tích gần 100km2). Nhiều công tước, hoàng than và vua Đức nhỏ khác đã ủng hộ Đế quốc Áo đã phải chịu đựng rất nhiều trừng phạt dưới bàn tay của Vương tộc Hohenzollern. Ví dụ, Vương quốc Hannover, Bá quốc Hessen-Kassel và Công quốc Nassau đều bị sáp nhập vào Phổ với cái giá phải trả là những người cai trị tương ứng của họ bị truất ngôi. Mặc dù chỉ mới thay đổi quan điểm chính trị gần đây, Ernst vẫn được phép cưỡi ngựa dẫn đầu tiểu đoàn của mình trong cuộc diễu hành chiến thắng. Cháu gái lớn nhất của ông là Vương nữ Victoria ("Vicky"), rất vui mừng với sự ủng hộ của Phổ dành cho ông và bình luận rằng "Tôi không quen nghe nhiều lời khen ngợi về Coburg ở đây. [Ernst] không nằm trong số những kẻ thù bị đánh bại và bị nghiền nát, thật đáng buồn khi thấy rất nhiều bạn bè của mình phải chịu đựng hậu quả từ những tính toán sai lầm của họ". Chồng của Vương nữ Victoria là Thái tử Friedrich Wilhelm cũng hài lòng với quyết định của Ernst, ông viết trong nhật ký của mình vào ngày 28 tháng 9 năm 1871 rằng "xã hội của công tước luôn mang lại cho tôi niềm vui đặc biệt, đặc biệt là... khi trái tim ông ấy đập rất nồng nhiệt vì nước Đức".
Việc Ernst ủng hộ người Phổ trong Chiến tranh Áo-Phổ và sau đó là Chiến tranh Pháp-Phổ có nghĩa là ông không còn là nhà lãnh đạo tiềm năng của một phong trào chính trị nữa; mặc dù đúng là ông đã có thể giữ lại các công quốc của mình, nhưng điều đó phải trả giá. Theo nhà sử học Charlotte Zeepvat, Ernst "ngày càng lạc vào vòng xoáy của những thú vui riêng tư chỉ nhận được sự khinh miệt từ bên ngoài". Ernst chuyển hướng những suy nghĩ chính trị của mình vào phạm vi riêng tư, thích viết các bài báo được tài trợ bí mật trên báo Coburg ngày càng cay đắng với nước Anh. Năm 1886, Ernst xuất bản Co-Regents and Foreign Influence in Germany, một cuốn sách nhỏ khiến gia đình ông vô cùng tức giận; mặc dù được xuất bản ẩn danh, không ai nghi ngờ rằng nó được viết bởi Ernst. Nó chỉ trích Vicky là một người Đức không trung thành và quá phụ thuộc vào mẹ mình (Nữ vương Victoria), và tuyên bố rằng bà đã quá thiếu thận trọng khi truyền thông tin mật trong cả thời chiến và thời bình cho nước Anh. Nữ vương Victoria rất tức giận, viết cho Vicky, "Những gì con kể với ta về bác Ernst và cuốn sách nhỏ đó thực sự là quái dị. Ta đảm bảo với con rằng ta cảm thấy rất khó khăn khi viết thư cho bác ấy vào ngày sinh nhật của bác ấy, nhưng ta đã viết nó ngắn gọn và bình tĩnh nhất có thể với sự lịch sự". "Bác Ernst thân yêu đã gây ra rất nhiều tổn hại cho tất cả chúng ta bằng cách cư xử kỳ quặc và lời nói không thể kiểm soát được với trí tưởng tượng rất sống động của mình".

## Những năm cuối đời

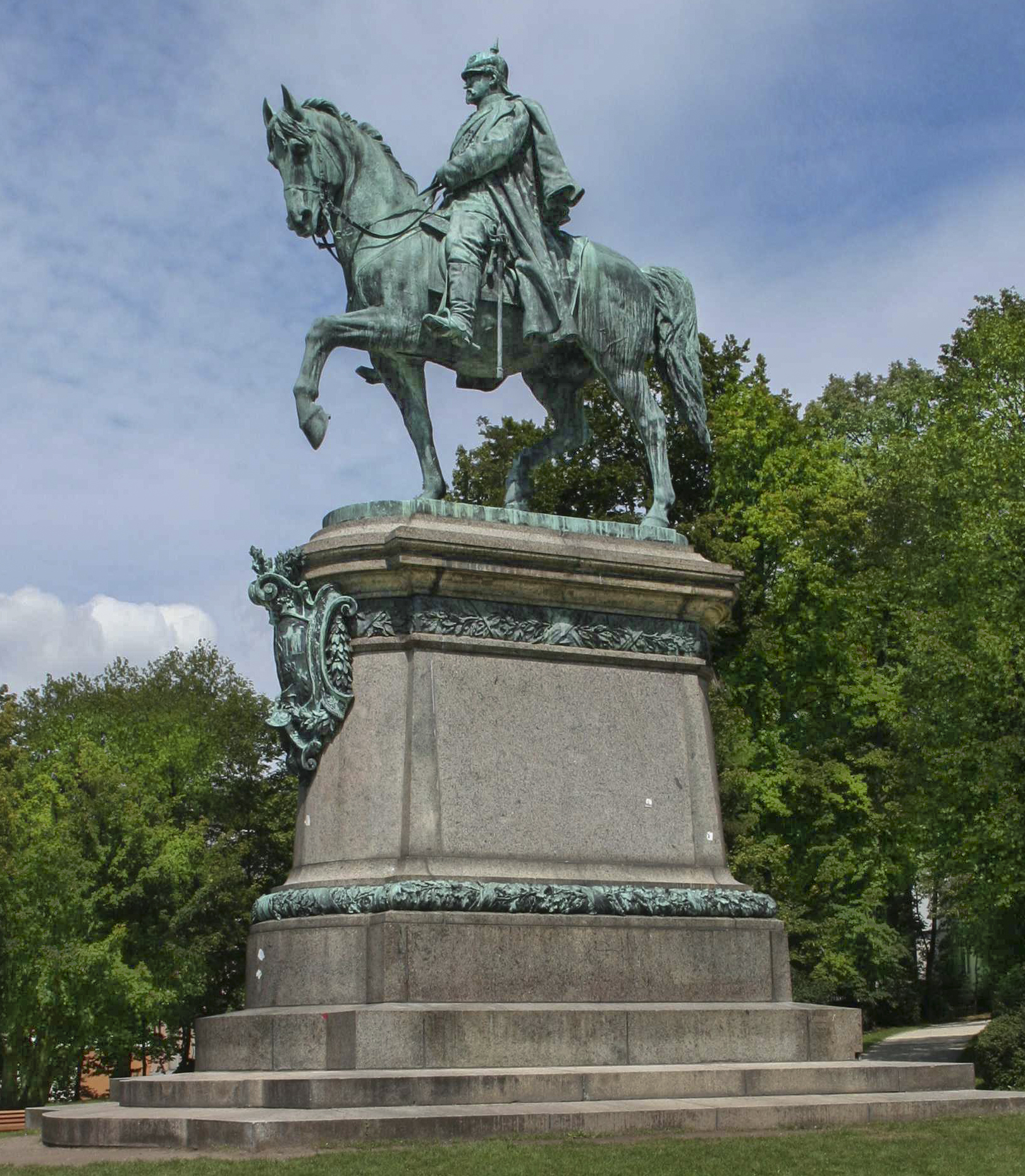
Một tượng cưỡi ngựa của Ernst trong Hofgarten, Coburg. Vào những năm 1850, Ernst đã biến đổi đáng kể Hofgarten thành một Vườn phong cảnh kiểu Anh. Nó mở cửa cho công chúng vào ngày 27 tháng 4 năm 1857. Bức tượng được xây dựng vào năm 1899 để tưởng nhớ những đóng góp của Ernst.

Sau này trong triều đại của mình, hành động của Ernst liên tục khiến em dâu Victoria tức giận. Mặc dù Victoria có cảm tình với Ernst vì ông là anh trai của chồng, nhưng bà không hài lòng khi Ernst viết hồi ký, bà lo lắng về nội dung của chúng chủ yếu liên quan đến người chồng đã khuất của bà. Bất chấp những bất đồng của họ, Ernst vẫn thỉnh thoảng gặp Victoria và gia đình hoàng gia Anh. Năm 1891, họ gặp nhau ở Pháp; người hầu cận của Victoria bình luận rằng "Công tước xứ Sachsen-Coburg và Gotha già đã đến đây hôm nay với vợ mình. Ông là người anh trai duy nhất của Albrecht và là một người đàn ông có vẻ ngoài kinh khủng, Nữ vương đặc biệt không thích ông. Ông luôn viết những tập sách ẩn danh chống lại Nữ vương và Hoàng hậu Đức, điều này tự nhiên tạo ra rất nhiều sự khó chịu trong gia đình".
Trong suốt thời kỳ trị vì của mình, Ernst nổi tiếng với sự xa hoa và lăng nhăng; khi lớn lên, Ernst thích buôn chuyện và "bây giờ là một ông già vô danh tiểu tốt thích sự phẫn nộ do hành động của mình gây ra", khiến Vicky tuyên bố rằng bác của bà "là kẻ thù của chính mình". Hành vi và cách ăn mặc của ông ngày càng trở thành trò cười cho thế hệ trẻ. Cháu gái của ông, Marie xứ Edinburgh sau này mô tả Ernst là "một quý ông đẹp trai già nua, mặc một chiếc áo khoác quá chật so với vóc dáng của mình và bị bó chặt ở eo, đội mũ chóp cao, đeo găng tay màu chanh và cài một nụ hồng trên ve áo". Ông tăng cân và mặc dù trên giấy tờ, ông có khối tài sản lớn, nhưng ông vẫn liên tục mắc nợ.
Là một nhạc sĩ xuất sắc và là nhà soạn nhạc nghiệp dư suốt cuộc đời, Ernst là người bảo trợ lớn cho nghệ thuật và khoa học ở Coburg, thường trao giải thưởng và danh hiệu cho các thành viên của thế giới nghệ thuật và khoa học, chẳng hạn như Paul Kalisch, một ca sĩ opera người Đức và nhà hóa học người Anh William Ernest Bush. Ernst sáng tác các bài hát, thánh ca và cantata, cũng như các tác phẩm nhạc cho opera và sân khấu, bao gồm Die Gräberinsel (1842), Tony, oder die Vergeltung (1849), Casilda (1851), Santa Chiara (1854) và Zaïre, đã thành công ở Đức. Ông cũng có thể vẽ và chơi piano. Một trong những vở opera của ông, Diana von Solange (1858), đã thúc đẩy Franz Liszt vào năm sau để viết một tác phẩm Festmarsch nach Motiven von E. H. z. S.-C.-G., S.116 cho dàn nhạc (E. H. z. S.-C.-G. là viết tắt của Ernst Herzog zu Sachsen-Coburg-Gotha). Tuy nhiên, việc dàn dựng tác phẩm này tại Nhà hát Metropolitan Opera ở Thành phố New York vào năm 1890 đã gây ra những đánh giá ảm đạm, với một khán giả bình luận rằng "âm nhạc của tác phẩm chỉ đơn giản là rác rưởi". Ernst cũng là một thợ săn và vận động viên thể thao nhiệt thành; một người đương thời đã nhận xét rằng ông là "một trong những vận động viên thể thao hàng đầu và nhiệt tình nhất được sản sinh ra trong thế kỷ này". Ngoài ra, Ernst còn là người bảo trợ nhiệt tình cho mọi thứ liên quan đến lịch sử tự nhiên, ví dụ như chuyến đi đến Abyssinia cùng nhà động vật học người Đức Alfred Brehm vào năm 1862. Chuyến đi đó đã được ghi chép lại trong một cuốn sách, Reise des Herzogs Ernst von Sachsen-Koburg-Gotha nach Ägypten, xuất bản năm 1862. Ông cũng đã xuất bản hồi ký của mình thành ba tập: Aus meinem Leben und aus meiner Zeit (1888–1890).
Ernest II qua đời tại Reinhardsbrunn vào ngày 22 tháng 8 năm 1893, sau một thời gian ngắn lâm bệnh. “Khi tin tức về cái chết của công tước đến Hinter - Riss hẻo lánh, nỗi bàng hoàng sâu sắc nhất đã chiếm hữu mọi người, trong số đó thân vương và nữ công tước đã trải qua, như họ thường nói, những ngày hạnh phúc nhất trong cuộc đời dài và đầy biến cố của họ. Ở ông, họ mất đi một người chủ tốt bụng, đáng kính và một người bạn tốt, người luôn sẵn lòng giúp đỡ khi họ cần giúp đỡ. Nếu phải mất nửa thế kỷ để giành được tình cảm và sự tin tưởng của những người dân miền núi kiên cường tự lập này, thì ký ức về ông sau một thế kỷ nữa sẽ xanh tươi như những cây thông và cây linh sam bám chặt vào tảng đá bản địa của chúng; và những việc làm và lời nói của "Herr Herzog" nổi tiếng sẽ được nhắc đến ở đó khi ở thế giới bên ngoài, tên của ông sẽ chỉ được sử gia nhớ đến. Con dao săn của người thợ săn đã khuất, mà tôi thường thấy trong bàn tay rắn chắc của ông, giờ đây nằm trước mặt tôi, một kỷ vật quý giá, được bà công tước phu nhân góa phụ đau buồn gửi cho tôi vài tuần sau đám tang. Nó sẽ mãi mãi nhắc nhở tôi, không hẳn là một thân vương thợ săn, mà là một thân vương giữa những người thợ săn.” Trích từ cuốn sách: Thể thao ở dãy Alps trong quá khứ và hiện tại, Một ghi chép về cuộc săn đuổi Chamois, Red Deer, Bouquetin, Roe-deer, Capercaillie và Black-cock, với những cuộc phiêu lưu cá nhân và ghi chép lịch sử cùng một số hồi ức về thể thao của H.R.H. Công tước quá cố xứ Sachsen-Coburg-Gotha – William Adolphus Baillie-Grohman. Những lời cuối cùng này cũng phù hợp như hành động khép lại sự nghiệp thể thao dài lâu và vẻ vang này, vì chưa đầy một giờ trước cơn đột quỵ chết người đó, bàn tay tài giỏi của ông đã hạ gục hai nhân vật hoàng gia! Là một vận động viên suốt đời, những lời cuối cùng của ông dường như là "Hãy bắt đầu cuộc đua!" Tang lễ của ông được tổ chức tại Morizkirche ở Coburg; hàng nghìn khán giả đã đến dự tang lễ, bao gồm cả Hoàng đế Wilhelm II và Edward, Thân vương xứ Wales. Ông được chôn cất tại lăng mộ công tước ở Friedhof am Glockenberg [de] mà chính ông đã xây dựng vào năm 1853–1858.:47
Cố Công tước Ernst được kế vị bởi cháu trai của ông là Vương tử Alfred, Công tước xứ Edinburgh, con trai thứ hai của Victoria của Anh và Albrecht xứ Sachsen-Coburg và Gotha.

## Thừa kế Sachsen-Coburg và Gotha

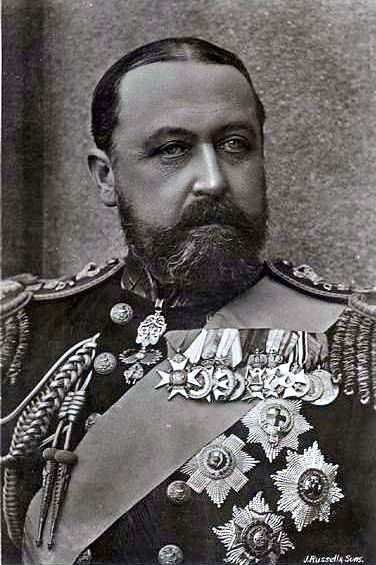
Người thừa kế hợp pháp của Ernst, Vương tử Alfred, Công tước xứ Edinburgh.

Trong phần lớn thời gian trị vì của Công tước Ernst, người thừa kế hợp pháp của Sachsen-Coburg và Gotha là người em trai duy nhất của ông là Vương tế Albrecht, chồng của Victoria của Anh. Khi ngày càng rõ ràng rằng Ernst sẽ không có con, khả năng liên minh cá nhân giữa các công quốc của ông và Vương quốc Anh đã trở thành hiện thực, một thực tế được coi là điều mà hoàng gia Anh không mong muốn. Các thỏa thuận đặc biệt đã được thực hiện thông qua sự kết hợp của các điều khoản hiến pháp và từ bỏ để truyền ngôi của Ernst cho một người con trai của Albrecht trong khi đó ngăn chặn một liên minh cá nhân. Do đó, Vương tử Alfred, Công tước xứ Edinburgh, con trai cả thứ hai của Albrecht, được chỉ định là người thừa kế hợp pháp của Ernst, khi anh trai của Alfred là Thân vương xứ Wales (sau này là Vua Edward VII của Anh) đã từ bỏ quyền kế vị của mình đối với Công quốc Sachsen-Coburg và Gotha.
Các vấn đề phát sinh về thẩm quyền kiểm soát việc nuôi dạy người thừa kế hợp pháp của ông. Là người đứng đầu Coburg, Ernst thường có thể sắp xếp việc học hành và nuôi dạy chung của Alfred mà không bị phản đối. Tuy nhiên, thực tế lại không phải vậy. Alfred bị giằng xé giữa nguồn gốc Anh và di sản Đức của mình. Một phần là do Alfred là người đứng thứ hai trong danh sách kế vị ngai vàng Vương quốc Anh cho đến khi cháu trai ông là Albert Victor, Công tước xứ Clarence và Avondale, chào đời vào năm 1864. Một ví dụ về nhiều vấn đề trong nền giáo dục của ông liên quan đến ngôn ngữ mà ông sẽ nói. Mặc dù lớn lên với việc học tiếng Đức, tiếng mẹ đẻ của ông đã được quyết định là tiếng Anh. Ngoài ra, Alfred đã chọn nghề hải quân, một nghề phổ biến đối với một Vương tử Anh nhưng hầu như chưa từng nghe đến đối với một Vương thân Đức. Ernst cũng muốn Alfred được giáo dục ở Coburg, nhưng em trai ông đã từ chối. Sự từ chối của Albrecht rất có thể bắt nguồn từ phản ứng tiêu cực của người Anh chắc chắn sẽ xảy ra và thực tế là Albrecht lo sợ về sự phát triển đạo đức của Alfred. Do đó, bất chấp sự phản đối của Ernst, ông đã không được chú ý trong suốt cuộc đời của Albrecht. Năm 1863, Ernst nói với Victoria rằng đã đến lúc Alfred rời hải quân và vào một trường đại học Đức. Đến tháng 3 năm sau, hoàng gia quyết định Alfred sẽ theo học Đại học Bonn nhưng sẽ được tự quyết định tương lai của mình, vì ông có sự e ngại về việc định cư lâu dài bên ngoài nước Anh. Vấn đề cuối cùng đã được giải quyết; Alfred đã chấp nhận quyền thừa kế của mình, và Victoria hiểu và chấp nhận rằng Ernst cần tham gia vào việc nuôi dạy người thừa kế hợp pháp của ông, với một yếu tố Đức mạnh mẽ được thêm vào quá trình giáo dục của ông và (được giám sát cẩn thận) các chuyến thăm tới Coburg.

## Trong văn hóa đại chúng
Ernst II xứ Sachsen-Coburg và Gotha xuất hiện trong series Victoria của ITV năm 2016, do David Oakes thủ vai. Ông được miêu tả là có quan hệ tình cảm với Harriet Howard, Công tước phu nhân xứ Sutherland. Trên thực tế, Ernst II có thể chưa bao giờ gặp Công tước phu nhân và đã kết hôn vào thời điểm đó. Ngoài ra, Công tước phu nhân xứ Sutherland hơn Ernst II đến 12 tuổi.

## Vinh dự
Huân chương ở Đức
- Sachsen-Coburg và Gotha,  Sachsen-Meiningen,  Sachsen-Altenburg: Các công quốc Ernestine:
  - Thập tự lớn của Huân chương Triều đại Sachsen-Ernestine, February 1836;[68] Joint Grand Master, 29 January 1844
  - Hiệp sĩ của Thánh Joachim
  - Master Mason, 1857[69]
- Baden:[70]
  - Hiệp sĩ của Huân chương Triều đại Fidelity, 1842
  - Thập tự lớn của Huân chương Sư tử Zähringer, 1842
- Bayern: Hiệp sĩ của Thánh Hubert, 1846[71]
- Brunswick: Thập tự lớn của Huân chương Henry Sư tử
- Hanover:[72]
  - Hiệp sĩ của Thánh George, 1858
  - Thập tự lớn Huân chương Hoàng gia Guelphic, 1858
- Sachsen-Weimar-Eisenach: Thập tự lớn Huân chương Chim ưng trắng, 13 January 1840[73]
- Sachsen:[74]
  - Hiệp sĩ Vương miện Rue, 1839
  - Commander của Huân chương quân sự Thánh Henry, hạng nhất, 1849
- Vương quốc Phổ:
  - Hiệp sĩ Đại bàng đen, 23 March 1844; với vòng cổ, 1856[75]
  - Pour le Mérite (quân sự), 11 September 1849[75]
  - Thập tự lớn Đại bàng Đỏ, 19 September 1865; with Swords, 1866[75]
  - Thập tự Sắt (1870), hạng nhất và hạng nhì[76]
  - Grand Commander của hoàng gia Huân chương Triều đại Hohenzollern, with Swords, 17 May 1876[75]
- Württemberg: Thập tự lớn của Vương miện Württemberg, 1886[77]

Huân chương quốc tế
- Bồ Đào Nha:[78]
  - Thập tự lớn của Huân chương quân sự Hoàng gia Chúa Giêsu Kitô của chúng ta, 23 April 1836
  - Thập tự lớn Tháp và Kiếm, 1 March 1844
- Bỉ: Grand Cordon của Huân chương Leopold, 18 November 1839[79]
- Vương quốc Pháp: Thập tự lớn Bắc Đẩu Bội tinh, May 1843[80]
- Liên hiệp Anh: Hiệp sĩ của Dòng Garter, 12 December 1844[22][81]
- Đế quốc Áo: Grand Cross of the Royal Hungarian Order of St. Stephen, 1852[82]
- Đế quốc Brasil: Thập tự lớn của Huân chương Thập tự Phương Nam
- Đế quốc Nhật Bản: Grand Cordon của Huân chương Hoa cúc, 20 April 1883[83]
- Sovereign Military Order of Malta: Huân chương Thập tự lớn của Danh dự và Lòng tận tụy, 16 December 1839[84]
- Vương quốc Serbia: Thập tự lớn của Huân chương Thánh giá Takovo[85]

## Tổ tiên
| \| \| \| \| \| \| \| \| \| \| \| 8. Ernst Friedrich xứ Sachsen-Coburg-Saalfeld \| \| \| \| \| \| \| \| \| \| \| \| \| \| \| \| \| \| \| \| \| \| \| \| \| \| \| \| \| \| \| \| \| \| \| \| \| \| \| \| \| \| \| \| \| \| \| \| \| \| \| 4. Franz xứ Sachsen-Coburg-Saalfeld \| \| \| \| \| \| \| \| \| \| \| \| \| \| \| \| \| \| \| \| \| \| \| \| \| \| \| \| \| \| \| \| \| \| \| \| \| \| \| \| \| \| \| \| \| \| \| \| \| \| \| \| \| \| \| \| \| \| \| \| 9. Sophia Antonia xứ Brunswick-Wolfenbüttel \| \| \| \| \| \| \| \| \| \| \| \| \| \| \| \| \| \| \| \| \| \| \| \| \| \| \| \| \| \| \| \| \| \| \| \| \| \| \| \| \| \| \| \| \| \| \| \| \| \| \| \| \| \| \| \| \| \| \| \| 2. Ernst I xứ Sachsen-Coburg và Gotha \| \| \| \| \| \| \| \| \| \| \| \| \| \| \| \| \| \| \| \| \| \| \| \| \| \| \| \| \| \| \| \| \| \| \| \| \| \| \| \| \| \| \| \| \| \| \| \| \| \| \| \| \| \| \| \| \| \| \| \| 10. Henry XXIV, Bá tước Reuss xứ Ebersdorf \| \| \| \| \| \| \| \| \| \| \| \| \| \| \| \| \| \| \| \| \| \| \| \| \| \| \| \| \| \| \| \| \| \| \| \| \| \| \| \| \| \| \| \| \| \| \| \| \| \| \| \| \| \| \| \| \| \| \| \| 5. Augusta Reuss xứ Ebersdorf \| \| \| \| \| \| \| \| \| \| \| \| \| \| \| \| \| \| \| \| \| \| \| \| \| \| \| \| \| \| \| \| \| \| \| \| \| \| \| \| \| \| \| \| \| \| \| \| \| \| \| \| \| \| \| \| \| \| \| \| 11. Karoline Ernestine xứ Erbach-Schönberg \| \| \| \| \| \| \| \| \| \| \| \| \| \| \| \| \| \| \| \| \| \| \| \| \| \| \| \| \| \| \| \| \| \| \| \| \| \| \| \| \| \| \| \| \| \| \| \| \| \| \| \| \| \| \| \| \| \| \| \| 1. Ernst II, Công tước xứ Sachsen-Coburg và Gotha \| \| \| \| \| \| \| \| \| \| \| \| \| \| \| \| \| \| \| \| \| \| \| \| \| \| \| \| \| \| \| \| \| \| \| \| \| \| \| \| \| \| \| \| \| \| \| \| \| \| \| \| \| \| \| \| \| \| \| \| 12. Ernst II xứ Sachsen-Gotha-Altenburg \| \| \| \| \| \| \| \| \| \| \| \| \| \| \| \| \| \| \| \| \| \| \| \| \| \| \| \| \| \| \| \| \| \| \| \| \| \| \| \| \| \| \| \| \| \| \| \| \| \| \| \| \| \| \| \| \| \| \| \| 6. August xứ Sachsen-Gotha-Altenburg \| \| \| \| \| \| \| \| \| \| \| \| \| \| \| \| \| \| \| \| \| \| \| \| \| \| \| \| \| \| \| \| \| \| \| \| \| \| \| \| \| \| \| \| \| \| \| \| \| \| \| \| \| \| \| \| \| \| \| \| 13. Charlotte xứ Sachsen-Meiningen \| \| \| \| \| \| \| \| \| \| \| \| \| \| \| \| \| \| \| \| \| \| \| \| \| \| \| \| \| \| \| \| \| \| \| \| \| \| \| \| \| \| \| \| \| \| \| \| \| \| \| \| \| \| \| \| \| \| \| \| 3. Louise xứ Sachsen-Gotha-Altenburg \| \| \| \| \| \| \| \| \| \| \| \| \| \| \| \| \| \| \| \| \| \| \| \| \| \| \| \| \| \| \| \| \| \| \| \| \| \| \| \| \| \| \| \| \| \| \| \| \| \| \| \| \| \| \| \| \| \| \| \| 14. Friedrich Franz I xứ Mecklenburg-Schwerin \| \| \| \| \| \| \| \| \| \| \| \| \| \| \| \| \| \| \| \| \| \| \| \| \| \| \| \| \| \| \| \| \| \| \| \| \| \| \| \| \| \| \| \| \| \| \| \| \| \| \| \| \| \| \| \| \| \| \| \| 7. Louise Charlotte xứ Mecklenburg-Schwerin \| \| \| \| \| \| \| \| \| \| \| \| \| \| \| \| \| \| \| \| \| \| \| \| \| \| \| \| \| \| \| \| \| \| \| \| \| \| \| \| \| \| \| \| \| \| \| \| \| \| \| \| \| \| \| \| \| \| \| \| 15. Louise xứ Sachsen-Gotha-Altenburg \| \| \| \| \| \| \| \| \| \| \| \| \| \| \| \| \| \| \| \| \| \| \| \| \| \| \| \| \| \| \| \| \| \| \| \| \| \| \| \| \| \| \| |                                                   |  |  |  |  |  |  |  |  |                                               |  |  |  |
| |                                                   |  |  |  |  |  |  |  |  | 8. Ernst Friedrich xứ Sachsen-Coburg-Saalfeld |  |  |  |
| |                                                   |  |  |  |  |  |  |  |  |                                               |  |  |  |
| |                                                   |  |  |  |  |  |  |  |  |                                               |  |  |  |
| |                                                   |  |  |  |  |  |  |  |  |                                               |  |  |  |
| | 4. Franz xứ Sachsen-Coburg-Saalfeld               |  |  |  |  |  |  |  |  |                                               |  |  |  |
| |                                                   |  |  |  |  |  |  |  |  |                                               |  |  |  |
| |                                                   |  |  |  |  |  |  |  |  |                                               |  |  |  |
| |                                                   |  |  |  |  |  |  |  |  |                                               |  |  |  |
| | 9. Sophia Antonia xứ Brunswick-Wolfenbüttel       |  |  |  |  |  |  |  |  |                                               |  |  |  |
| |                                                   |  |  |  |  |  |  |  |  |                                               |  |  |  |
| |                                                   |  |  |  |  |  |  |  |  |                                               |  |  |  |
| |                                                   |  |  |  |  |  |  |  |  |                                               |  |  |  |
| | 2. Ernst I xứ Sachsen-Coburg và Gotha             |  |  |  |  |  |  |  |  |                                               |  |  |  |
| |                                                   |  |  |  |  |  |  |  |  |                                               |  |  |  |
| |                                                   |  |  |  |  |  |  |  |  |                                               |  |  |  |
| |                                                   |  |  |  |  |  |  |  |  |                                               |  |  |  |
| | 10. Henry XXIV, Bá tước Reuss xứ Ebersdorf        |  |  |  |  |  |  |  |  |                                               |  |  |  |
| |                                                   |  |  |  |  |  |  |  |  |                                               |  |  |  |
| |                                                   |  |  |  |  |  |  |  |  |                                               |  |  |  |
| |                                                   |  |  |  |  |  |  |  |  |                                               |  |  |  |
| | 5. Augusta Reuss xứ Ebersdorf                     |  |  |  |  |  |  |  |  |                                               |  |  |  |
| |                                                   |  |  |  |  |  |  |  |  |                                               |  |  |  |
| |                                                   |  |  |  |  |  |  |  |  |                                               |  |  |  |
| |                                                   |  |  |  |  |  |  |  |  |                                               |  |  |  |
| | 11. Karoline Ernestine xứ Erbach-Schönberg        |  |  |  |  |  |  |  |  |                                               |  |  |  |
| |                                                   |  |  |  |  |  |  |  |  |                                               |  |  |  |
| |                                                   |  |  |  |  |  |  |  |  |                                               |  |  |  |
| |                                                   |  |  |  |  |  |  |  |  |                                               |  |  |  |
| | 1. Ernst II, Công tước xứ Sachsen-Coburg và Gotha |  |  |  |  |  |  |  |  |                                               |  |  |  |
| |                                                   |  |  |  |  |  |  |  |  |                                               |  |  |  |
| |                                                   |  |  |  |  |  |  |  |  |                                               |  |  |  |
| |                                                   |  |  |  |  |  |  |  |  |                                               |  |  |  |
| | 12. Ernst II xứ Sachsen-Gotha-Altenburg           |  |  |  |  |  |  |  |  |                                               |  |  |  |
| |                                                   |  |  |  |  |  |  |  |  |                                               |  |  |  |
| |                                                   |  |  |  |  |  |  |  |  |                                               |  |  |  |
| |                                                   |  |  |  |  |  |  |  |  |                                               |  |  |  |
| | 6. August xứ Sachsen-Gotha-Altenburg              |  |  |  |  |  |  |  |  |                                               |  |  |  |
| |                                                   |  |  |  |  |  |  |  |  |                                               |  |  |  |
| |                                                   |  |  |  |  |  |  |  |  |                                               |  |  |  |
| |                                                   |  |  |  |  |  |  |  |  |                                               |  |  |  |
| | 13. Charlotte xứ Sachsen-Meiningen                |  |  |  |  |  |  |  |  |                                               |  |  |  |
| |                                                   |  |  |  |  |  |  |  |  |                                               |  |  |  |
| |                                                   |  |  |  |  |  |  |  |  |                                               |  |  |  |
| |                                                   |  |  |  |  |  |  |  |  |                                               |  |  |  |
| | 3. Louise xứ Sachsen-Gotha-Altenburg              |  |  |  |  |  |  |  |  |                                               |  |  |  |
| |                                                   |  |  |  |  |  |  |  |  |                                               |  |  |  |
| |                                                   |  |  |  |  |  |  |  |  |                                               |  |  |  |
| |                                                   |  |  |  |  |  |  |  |  |                                               |  |  |  |
| | 14. Friedrich Franz I xứ Mecklenburg-Schwerin     |  |  |  |  |  |  |  |  |                                               |  |  |  |
| |                                                   |  |  |  |  |  |  |  |  |                                               |  |  |  |
| |                                                   |  |  |  |  |  |  |  |  |                                               |  |  |  |
| |                                                   |  |  |  |  |  |  |  |  |                                               |  |  |  |
| | 7. Louise Charlotte xứ Mecklenburg-Schwerin       |  |  |  |  |  |  |  |  |                                               |  |  |  |
| |                                                   |  |  |  |  |  |  |  |  |                                               |  |  |  |
| |                                                   |  |  |  |  |  |  |  |  |                                               |  |  |  |
| |                                                   |  |  |  |  |  |  |  |  |                                               |  |  |  |
| | 15. Louise xứ Sachsen-Gotha-Altenburg             |  |  |  |  |  |  |  |  |                                               |  |  |  |
| |                                                   |  |  |  |  |  |  |  |  |                                               |  |  |  |
| |                                                   |  |  |  |  |  |  |  |  |                                               |  |  |  |